# Igra s Ognyom
Игра с Огнём (en ruso Jugando con fuego) es el cuarto álbum de estudio de la banda de heavy metal Aria.

## Lista de canciones
Todas las letras escritas por Margarita Pushkina.
| N.º | Título                           | Títulos en español            | Duración |  |
| 1.  | «Что вы сделали с вашей мечтой?» | ¿Que le hiciste a tus sueños? | 5:22     |  |
| 2.  | «Раскачаем этот мир»             | Sacudamos este mundo          | 6:01     |  |
| 3.  | «Раб страха»                     | Esclavo del miedo             | 4:40     |  |
| 4.  | «Искушение»                      | Tentación                     | 4:00     |  |
| 5.  | «Игра с огнём»                   | Jugando con fuego             | 9:04     |  |
| 6.  | «Бой продолжается»               | La batalla continúa           | 6:08     |  |
| 7.  | «Дай жару»                       | Dale calor                    | 4:25     |  |

## Créditos
- Valery Kipelov -voz
- Vladimir Holstinin - guitarra
- Sergey Mavrin - guitarra
- Vitaly Dubinin - bajo, voz
- Alexander Maniakin - batería

- Datos: Q21007186